# Куріпка даурська
Куріпка даурська (Perdix dauurica) — вид куроподібних птахів родини фазанових. Назва виду походить від історичного Даурського регіону у Забайкаллі, що був частиною ареалу птаха.

## Поширення
Вид поширений на сході Внутрішньої Азії (Ферганська долина в Узбекистані, Киргизстан, схід Таджикистану, Семиріччя у Казахстані), південному сході Росії (Алтайські гори, Південний Сибір, Забайкалля, Бурятія), в Монголії, на півночі Китаю (до східного Тяньшаню, верхів'їв Хуанхе і провінцій Шеньсі та Шаньсі).
Спроба інтродукції виду (випущено 100 птахів) у 1950 р. на території Київської області виявилася невдалою. Невеликі популяції існували кілька років, але пізніше зникли. Невдалою була і спроба інтродукції 1959 р. в Білогірському районі Криму.
Куріпка даурська зустрічається в різних рівнинних і гірських місцях існування на висоті до 3000 м, але вона віддає перевагу чагарниковим місцевостям, лісовим лукам або світлим лісам, що межують з луками. Трапляється в степах і на чагарникових луках, трав'янистих галявинах, перелогах, але рідко на повністю відкритих місцях. Однак восени та взимку птах заходить на посіви в пошуках їжі.

## Опис
Птах завдовжки від 28 до 30 см і вагою від 200 до 340 грам. У нього сіро-коричневий дзьоб і карі очі. Гола шкіра позаду та під очима червоного кольору, що особливо помітно у самців. Ноги сірувато-тілесного кольору. Статевий диморфізм майже непомітний: самиці зазвичай трохи блідішого кольору. Лоб і боки голови, а також підборіддя і горло мають колір кориці. Задня частина шиї, а також боки шиї та грудей дрібно позначені сірим кольором. Посередині підгруддя є пляма у формі підкови від чорно-коричневого до чорного кольору. Нижня частина живота блідо-коричнева. Верх тулуба тьмяно-сіро-бурий.
Даурську куріпку можна відрізнити від куріпки сірої по дуже темній (не коричневій) плямі на животі та світлому червонуватому забарвленню на грудях і верхній частині живота.

## Спосіб життя
Це товариський птах, який більшу частину року живе в зграї. Зустрічається зазвичай ланцюгами (мовою мисливців на куріпок) від 15 до 30 особин. Однак у зимові місяці ланцюги також можуть містити до 200 особин. Моногамний птах. Зимові загони розбиваються на окремі пари впродовж трьох-чотирьох тижнів. Старші особини починають розмножуватися трохи раніше молодих. Гніздо — виїмка в землі, вистелена травою, листям, корінням і м'яким пір'ям. У кладці зазвичай від 18 до 20 яєць. Кладка з менш ніж 12 яйцями буває дуже рідко. За формою і кольором яйця не відрізняються від яєць сірої куріпки. На відміну від сірої куріпки, пташенят насиджують самиця і самець. Молодняк може літати на короткі відстані вже в тижневому віці.